# Moliens
 Moliens  es una comuna y población de Francia, en la región de Picardía, departamento de Oise, en el distrito de Beauvais y cantón de Formerie.
Su población en el censo de 1999 era de 942 habitantes.
Está integrada en la Communauté de communes de la Picardie Verte .
- Datos: Q748632
- Multimedia: Moliens / Q748632

1. ↑  Worldpostalcodes.org, código postal n.º 60220.
2. ↑  INSEE, Datos de población para el año 2012 de Moliens (en francés).